# Ayresome Park

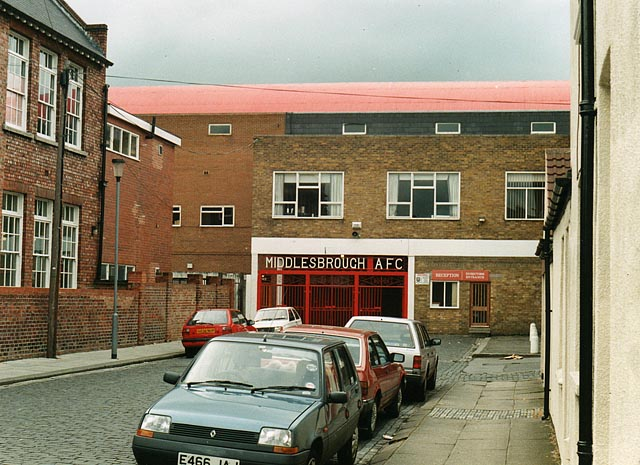
entrée du stade

Ayresome Park était un stade de football localisé à Middlesbrough (Angleterre). C'était l'enceinte du club de Middlesbrough Football Club entre 1903 et 1995. 
Ce stade de 24 000 places fut inauguré le 1er septembre 1903 par un match Middlesbrough Football Club-Newcastle United Football Club. Le record d'affluence est de 53 802 spectateurs le 7 décembre 1904 pour un match de championnat Middlesbrough Football Club-Sunderland AFC. Le terrain avait été équipé d'un système d'éclairage pour les matchs en nocturne en octobre 1957. 
Middlesbrough Football Club fit ses adieux à ce stade le 30 avril 1995 à l'occasion d'un match face à Luton Town FC. L'attaquant de Middlesbrough John Hendrie inscrivit à cette occasion le dernier but marqué dans ce stade. 
Un match d'hommage à Steve Pears s'y déroula le 16 mai 1995 devant plus de 20 000 spectateurs. Middlesbrough Football Club évolue depuis lors au Riverside Stadium.